# 6310 Jankonke
6310 Jankonke eller 1990 KK är en asteroid i huvudbältet som upptäcktes 21 maj 1990 av den amerikanske astronomen Eleanor F. Helin vid Palomar-observatoriet. Den är uppkallad efter Janis L. Konke, vän till upptäckaren.
Asteroiden har en diameter på ungefär 3 kilometer och den tillhör asteroidgruppen Hungaria.